# دين فرنسيس
دين فرنسيس (بالإنجليزية: Dean Francis)‏ (23 يناير 1974 بليدز في المملكة المتحدة - 25 مايو 2018) هو ملاكم بريطاني، صنّف ضمن فئة الوزن الثقيل الخفيف ‏ والوزن المتوسط السوبر ‏ ووزن الكروزر (ملاكمة).

## إحصائيات
خاض خلال مسيرته 39 نزالا، فاز في 34 وتعادل في 1 وخسر في 4. فاز بالضربة القاضية في 26 نزالا.

## روابط خارجية
- دين فرنسيس على موقع بوكس ريك (الإنجليزية) (registration required)